# Sebastijan Antić
Sebastijan Antić (Fiume, 5 novembre 1991) è un calciatore croato, difensore del PSMS Medan.

## Palmarès

### Club

#### Competizioni internazionali
- Coppa dell'AFC: 1

Al-Quwa Al-Jawiya: 2017